# Cueva de El Pendo
La cueva de El Pendo es una cueva prehistórica situada en la comunidad autónoma de Cantabria, en España. Está incluida en la lista del Patrimonio de la Humanidad de la Unesco desde julio de 2008, dentro del conjunto «Cueva de Altamira y arte rupestre paleolítico de la cornisa cantábrica». Ha sido objeto de numerosas excavaciones arqueológicas que han puesto de manifiesto la existencia en el yacimiento de una estratigrafía relevante. 

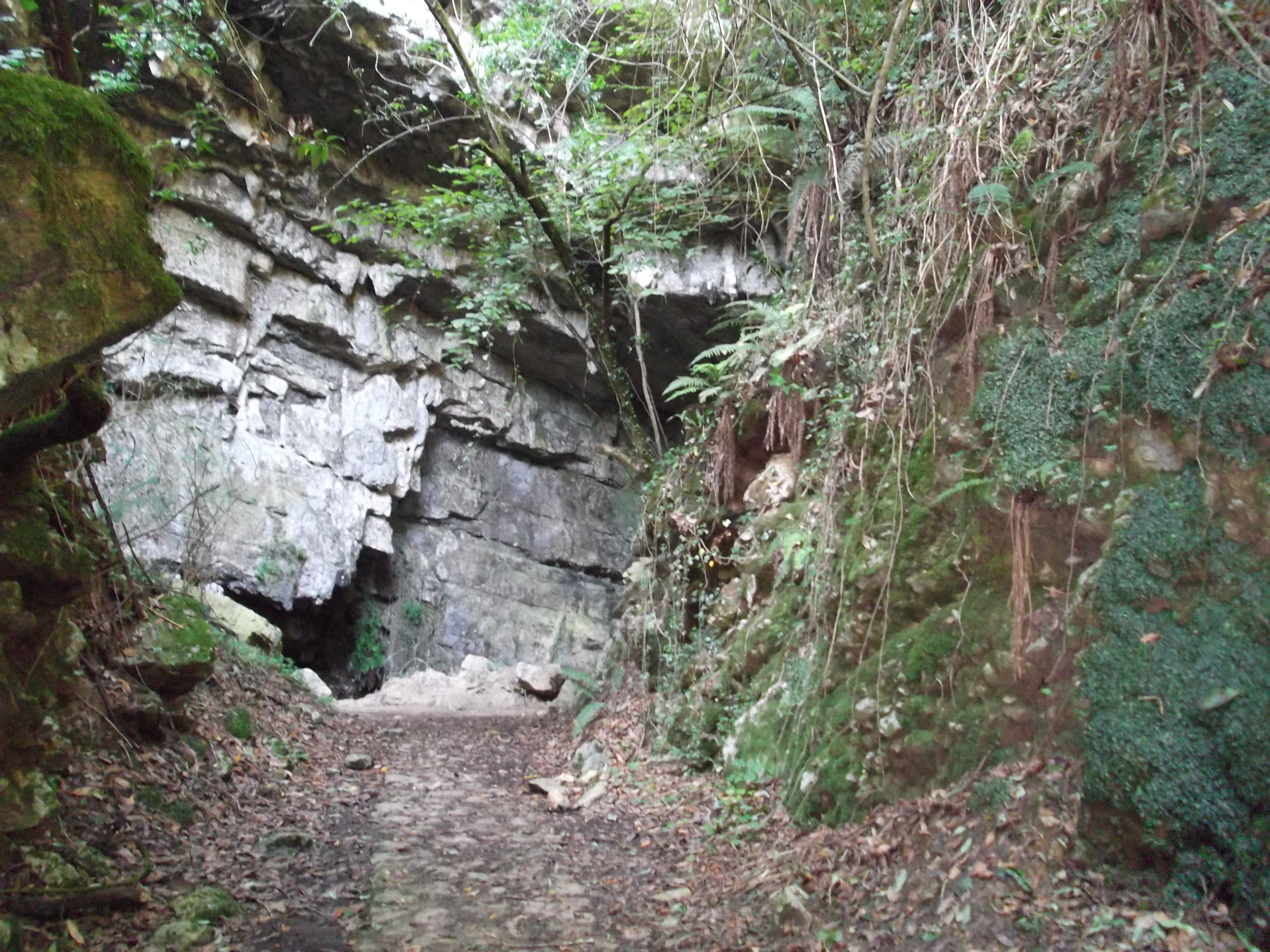
Entrada a la cueva de El Pendo

En 1907 Alcalde del Río descubrió en el fondo de la gruta unos grabados que tradicionalmente se vienen situando en el Magdaleniense Inferior y que representarían un ave y un posible caballo. Las campañas de Jesús Carballo sacaron a la luz una de las mejores colecciones de arte mueble peninsular, entre cuyos objetos se encontró el famoso bastón perforado. Durante los años cincuenta, la cueva registró sucesivas excavaciones que fueron dirigidas por el profesor Martínez Santaolalla y fue sede del II Curso Internacional de Arqueología de Campo en el verano de 1955.
Situada en el barrio de El Churi en Escobedo, en Camargo, la cueva de El Pendo es uno de los yacimientos más citados en la historiografía arqueológica y una de las referencias obligadas en el estudio del Paleolítico peninsular. Se encuentra enclavada desde 2016 en el ANEI Cuevas del Pendo-Peñajorao. 

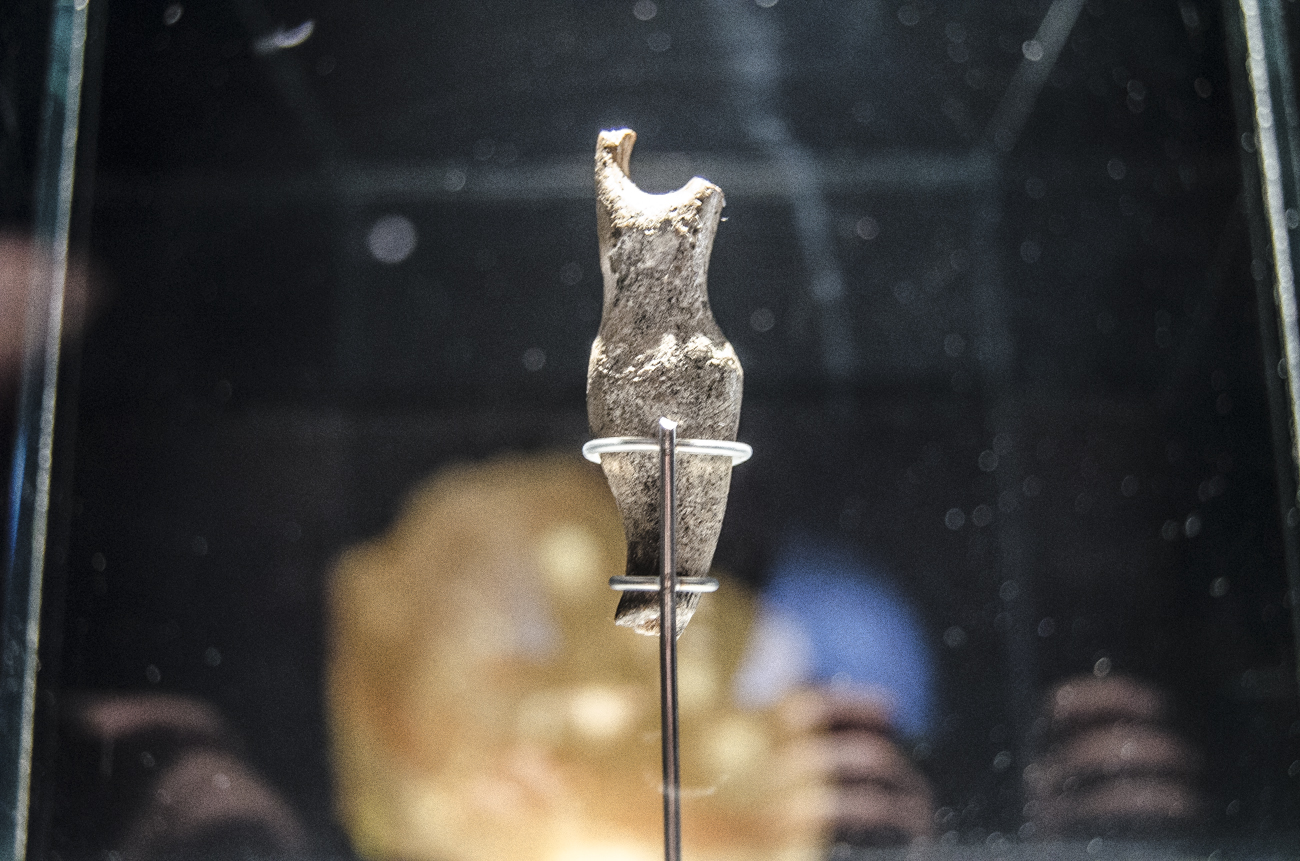
Venus de El Pendo. Colgante en asta de cérvido conocido como la Venus de El Pendo por sus gráciles formas que parecen evocar una silueta femenina. Tiene más de 17 000 años y se encuentra en el MUPAC

Entre 1994 y 2000 los arqueólogos Ramón Montes y Juan Sanguino reactivaron los trabajos en la parte más antigua de la secuencia (Paleolítico medio). En agosto de 1997 descubrieron de forma casual un conjunto de pinturas rupestres situadas en un gran friso con una antigüedad aproximada de unos 20 000 años y que habían pasado desapercibidas por la existencia de una costra de suciedad que las enmascaraba. En su mayoría son ciervas, pero también hay un caballo, un posible uro y una cabra, además de diversos signos. Aparecen pintados en óxido de hierro, utilizando las técnicas de tamponado y tinta plana.
El valor del descubrimiento estriba en la espectacularidad del conjunto, en la información que aporta sobre el arte rupestre paleolítico y en el hecho de que se produce en uno de los yacimientos del suroeste de Europa imprescindible para el conocimiento de este periodo.